# 石母田達
石母田 達（いしもだ たつ、1924年5月11日 - 2022年2月12日）は、日本の政治家、労働運動家。元衆議院議員（日本共産党公認、1期）。日本共産党名誉幹部会顧問。
石巻市長を務めた石母田正輔の五男。兄は国民的歴史学運動で知られる歴史学者の石母田正。

## 来歴
宮城県石巻市出身。東京高等工芸学校（現千葉大学工学部）卒業後、池貝鉄工所に就職。第二次世界大戦中は相模補給廠（相模原市淵野辺）に属し、陸軍の技術将校として誘導爆弾や特攻兵器製作に携わる。自らも特攻乗員となり出撃の日を待ちながら終戦を迎えた。
復員後は池貝鉄工所に戻り、旋盤技師を務める傍ら日本共産党へ入党。兄の正に諭され同所の労働組合長に立候補し、1票差で対立候補を躱し組合長に当選する。その後、日本共産党神奈川県常任委員、同党横浜市委員会委員長を経て、1972年の第33回衆議院議員総選挙で旧神奈川1区から立候補し初当選を果たす。トップ当選であった。当選はこの1回のみに留まり、1980年の*第36回衆議院議員総選挙落選が最後の立候補となった。
晩年は神奈川県厚木市の高齢者施設で生活していたが、2022年2月12日20時、老衰のため、死去した。97歳没。

## 政歴
- 第30回衆議院議員総選挙 神奈川1区 落選
- 第31回衆議院議員総選挙 神奈川1区 落選[8]
- 第32回衆議院議員総選挙 神奈川1区 落選
- 第33回衆議院議員総選挙 神奈川1区 当選
- 第34回衆議院議員総選挙 神奈川4区 落選
- 第35回衆議院議員総選挙 神奈川4区 落選
- 第36回衆議院議員総選挙 神奈川4区 落選

## 著書
- 『激動を走り抜けた八十年』2006年1月、私家本